# 死亡説
死亡説（しぼうせつ）は、ある人物が死亡したとして扱う仮説、またはある人物が死亡したという噂のこと。

## 概要
死亡説が発生する要因の例を以下に示す。
- 通常の死亡記事の誤報や予定稿の流出。
- 公式には生存していると考えられている人物が、非公式の情報源からすでに死んでいるとする説が流れる。何らかの事情で急激に露出を減らした場合にこのような説が流れることがある。また、大規模な事件・事故・災害が発生した際、有名人がそれに巻き込まれたと思われ、死亡したと噂されることがある。
- 著名人と同姓同名の別の人物の訃報が流れたとき、その著名人が亡くなったと誤解されて伝わることがある。
- 著名人が死亡したというフェイクニュースが悪意ある者により故意に流される。
- 悪事を働いた著名人に対し、死んでくれたらいいのにという皮肉が込められて伝わることがある。
- 財界人の場合は株価操作など狙って意図的に流されることがある。

## 死亡説が流れた人物

### 政治家・君主・軍人
- 献帝 - 後漢の最後の皇帝。延康元年（220年）魏の曹丕に禅譲した直後に、当時魏と敵対していた蜀に「献帝が殺された」という情報が届き、蜀の劉備はそれに基づいて「漢の景帝の子孫である自分が漢王朝を継承する」として皇帝の位についた（蜀漢）。実際には献帝は魏から山陽公に封じられて生存しており、234年に死去している。
- 源頼朝 - 建久4年（1193年）5月28日、曾我兄弟の仇討ちが起こった混乱の中で、頼朝が討たれたとの誤報が鎌倉に入った。実際には頼朝は襲われそうになっただけだったが、このときに頼朝の弟の源範頼が「それがしがおりますのでご安心ください」と頼朝の妻北条政子に見舞いの言葉をかけたのが頼朝に「叛意あり」ととられ粛清されるという余波があった。
- 源頼家 - 建仁3年（1203年）夏、病気が悪化したため、母の北条政子らは「9月1日に頼家が死亡したため、弟の千幡（後の源実朝）が跡目を継いだ」と朝廷に使いを出し、その数日後に千幡は朝廷から征夷大将軍に任官された。しかし、実際には頼家は死亡しておらず、病状が回復したものの、将軍職を解かれたことを知り、激怒したが、出家させられた。その後、頼家は伊豆国の修善寺に移され、翌元久元年（1204年）7月18日に同地で殺害された。
- 西郷隆盛 - 安政5年（1858年）、安政の大獄により尊王攘夷派の僧・月照を薩摩藩に匿っていたが、幕府の追及が厳しくなったため、薩摩藩は月照を追放することに決めた。西郷は月照を船に乗せ、11月16日（新暦では12月20日）夜半、月照とともに錦江湾に入水した。月照は死亡したが、西郷は奇跡的に助かった。藩は西郷も死亡したものとして、墓まで建てて幕府の役人に見せた。その後、西郷は徐々に回復し、藩は西郷を奄美大島に移し、名も「菊池源吾」と改めさせた。明治10年（1877年）の西南戦争での自刃後は逆に、「中国大陸に渡った」「ロシア皇太子（後のニコライ二世）の訪日に同行する」といった生存説が流れた。このことが大津事件の一因となっている。
- 山本権兵衛 - 1923年、第2次山本内閣の親任式当日に暗殺の噂が流れた。折しも関東大震災の直後で問い合わせもままならず、水戸の新聞の中に号外まで発行したものがあったという[1]。
- 岡田啓介 - 1936年、二・二六事件の際、秘書で義弟の松尾伝蔵が誤認されて射殺されたため、直後に死亡説が流れた。松尾を射殺した反乱軍は「岡田首相も射殺」として発表したほか、岡田本人が反乱軍が占拠する首相官邸に閉じ込められて外部と連絡できなくなったため首相臨時代理が立てられている。これは、首相本人が健在で臨時代理が立った唯一の例である。
- 唐生智 - 1937年、南京防衛戦での逃亡により軍法会議にかけられ、銃殺刑に処されたと報道された。
- 伊藤律 - 1953年より中国で投獄され、消息不明となったため日本国内では死亡したものとされた。その後、1980年に中国当局が生存を発表し、同年に帰国した。
- ジャヤプラカーシュ・ナーラーヤン（英語版） - 1979年3月22日に死亡が発表された。間もなく訂正され、生存を発表[2][3]。ナーラーヤンは同年10月に死亡。
- 田中角栄 - 1985年5月8日、東京都内の報道機関に匿名の男性からあった電話がきっかけで死亡説が流れ、女婿の田中直紀や中曽根康弘首相が否定する騒ぎになった[4]。
- アハマド・ザキ・ヤマニ - 1985年9月11日、「サウジアラビアで起こったクーデターで銃殺された」という噂が流れたが（発信源はロンドン株式市場とされる）、公式に否定された[5]。
- 金日成 - 1986年11月15日の朝、『朝鮮日報』が東京発で金暗殺の噂があると掲載し、16日朝には同紙と提携している毎日新聞がソウル発報道として追随する記事を掲載した。16日午前、国防部代弁人が「休戦線北側の宣伝マイクから金の死亡が放送された」と発表し、（北朝鮮を除く）世界中の報道機関に報道された。「金死亡」の報道は18日午前、金が平壌空港に姿を見せるまで続いた[6]。
- 鄧小平 - 六四天安門事件発生後の1989年6月5日夜頃から香港で死亡の噂が流れ、6日には台湾の夕刊紙で「既に死去した」との報道がなされた[7]。しかし、9日夜に中南海で厳戒部隊の幹部と会見している様子が中国中央電視台で放送され、否定された[8]。
- ゼリムハン・ヤンダルビエフ - 一時「1996年4月28日、チェチェン独立派武装勢力の内部抗争で射殺された」と伝えられたが、その後生存が確認された[9]。
- ポル・ポト - 1996年6月6日に死亡説が流れたが、クメール・ルージュ幹部はこれを否定した[10]。
- 竹下登 - 1999年4月に死亡説が流れた[11]。
- サッダーム・フセイン - 2001年1月3日、イラクの反体制組織イラク・イスラム革命最高評議会が「心臓発作で死亡」と発表。しかし、6日にフセインが演説を行っている姿がイラクのテレビで放送され、否定された[12]。
- ロナルド・レーガン - 2003年4月、CNNのウェブサイトに死亡記事が掲載された。予定稿の誤掲載[13]。同じく2003年4月、ウェブサイト『ザ・スモーキング・ガン（英語版）』にも死亡記事が掲載された[13]。
- フィデル・カストロ、ヨハネ・パウロ2世、ジェラルド・フォード、ディック・チェイニー - 2003年4月、ウェブサイト『ザ・スモーキング・ガン』に死亡記事が掲載された[13]。
- ネルソン・マンデラ - 2003年4月、ウェブサイト『ザ・スモーキング・ガン』に死亡記事が掲載された[13]。2011年1月15日にもTwitterで死亡説が流れた[14]。また、2010年頃からインターネット上で「1980年代に獄中死していた」という虚偽記憶を持つ人々が報告されている。実際の死去は2013年。
- ウサーマ・ビン＝ラーディン - 2004年、フランスの地方紙などで「腸チフスで死亡した」との報道がなされたが、ジャック・シラク大統領により否定された。
- マーガレット・サッチャー - 2009年11月10日、カナダで軍人の家族を対象にしたパーティーの出席者が「サッチャーが死亡した」というメールを受け取ったため騒動になるが、この「サッチャー」とはジョン・ラッセル・ベアード（英語版）運輸相（当時）の飼い猫の名前であった[15]。
- 金正日 - 2009年12月1日、朝鮮労働党総書記、韓国のインターネット上で死亡説が流れ、韓国総合株価指数（KOSPI）を一時20ポイント下落させる騒ぎになった[16]。また、重村智計は著書『金正日の正体』（講談社、2008年）で死亡説・影武者説を取り上げている。なお、藤本健二は2008年10月時点で当時流布していた「2003年に死亡」説・影武者説について否定的な考えを示していた[17]。2011年2月2日にも中国筋の情報として死亡説が流れた[18]が、同年12月に公式に死亡が発表された。
- 江沢民 - 元中国共産党中央委員会総書記、2010年11月9日[19]と2011年7月7日[20][21]の2回、死亡説が流れる。実際の死去は2022年。
- アブドゥッラー・ビン・アブドゥルアズィーズ（サウジアラビア国王） - 2011年2月10日、死亡説が流れるが、外務大臣により否定された[22]。
- 李明博 - 2012年3月、北朝鮮の労働新聞が北朝鮮国内において死亡説が流布していると報じた[23]。
- 田中真紀子 - 落選後の2014年春に死亡説が流れた[24]。
- 毛新宇 - 中国共産党初代中央委員会主席である毛沢東の孫。2018年に北朝鮮を訪問した際に交通事故で死去したとされた。
- シラジュディン・ハッカーニ - ハッカーニ・ネットワーク指導者。2018年にタリバーンが公式に死亡を認めたが、2021年9月に発足した暫定政権では内相代行に就任している[25][26]。
- 金正恩 - 2020年4月、朝鮮労働党委員長、公の場に姿を見せなくなったことから、手術ミスによる危篤説や死亡説が海外で流布した[27]。その後、5月1日に肥料工場の竣工式に出席したことで健在をアピールした。
- 二階俊博 - 2022年11月にCOVID-19感染を公表した際に死亡説が流れた[28]。
- 園田康博 - 2023年に中国のインターネット上で死亡説が流れた[29]。

### 芸能人・音楽家
- フランツ・ヨーゼフ・ハイドン - 1805年1月、新聞に死亡記事が掲載された（実際にハイドンが死去する4年前）。たまたまハイドン自身がその新聞を当日の朝に読んでおり、すぐに抗議したため修正された[30]。
- 森光子 - 1949年秋に肺結核を患い、3年間京都山科での療養生活を余儀なくされた。この頃に死亡説が流れ、親友の赤木春恵を始め、「葬儀に出た」など誰もが信じて疑わなかったという（但し、死亡説を打ち消したのも赤木であり、大阪のラジオ局で「まぁよく生きていたねぇ」と再会を喜び、自分が出演していたラジオ番組へ森を出演させた）[31]。
- 植木等 - 1965年に発生。ロケ先で落馬したのを目撃したファンが新聞社に「植木が死亡した」という電話を入れたことから広まった（実際は気絶していただけ）[32]。
- ポール・マッカートニー[33] - 1969年に流れた説で、本人が『ライフ』のインタビューに登場してやっと沈静化した。
- 吉田拓郎 - 1981年3月13日、パーソナリティを務めていたニッポン放送の『オールナイトニッポン』を病気のためこの日の放送を休演。その穴埋めにスタッフが「吉田拓郎さんをしのんで」と題し、追悼番組の形式で放送した。番組では「（吉田が）死亡した」などと言わなかったものの、相次ぐリスナーや各マスコミからの事実確認のための問い合わせがニッポン放送に殺到し、大騒ぎになった。余りに反響が大きくなったため、放送30分後に番組から「これ（吉田死亡）は冗談です」と説明があり、吉田本人も自宅から電話を通じて番組に出て健在であることを証明した。今度は一転、リスナーから抗議の電話がニッポン放送に殺到した。
- 新井薫子 - デビューから約1年活動しただけで1983年に療養のため休業し、突如メディアから姿を消したため、『夕やけニャンニャン』に本人が出演して健在を証明した。
- ミッキー岡野 - 『やめてクレ…ROCK'N'ROLL!』などで知られる歌手。新井薫子に続き『夕やけニャンニャン』のネタにされ流布、本人が電話出演して打ち消した。
- 堀江淳 - 1983年に死亡説が流れ、『“生きてますよ”コンサートツアー』と銘打ったツアーを開催した[34][35]。しかし、生きているのを知ったのは会場に来たファンのみで世間で死亡説は消えず、さらにはアジア移住説、水道局員転職説[35]までもが流れた。
- 小宮悦子 - 1985年8月12日に発生した日本航空123便墜落事故で同姓同名で年齢もほぼ同じの人物が死亡したため、テレビ朝日に多数の問い合わせが発生した。
- 高倉健 - 1987年4月、エイズ死説が流れた[36][37][38]。同年5月21日に帝国ホテルで開催された映画『砂の冒険者』の制作発表記者会見で、高倉は報道陣を前に「心底から怒りを感じています」と発言した[36]。
- テレサ・テン - 1990年5〜6月と1991年4〜5月に、病死説・暗殺説が流れた。1995年の他界後は逆に、終焉地タイのチェンマイを中心に生存説が流れた。
- 木梨憲武 - 1991年10月31日、虫垂炎から復帰後の『とんねるずのみなさんのおかげです』において『緊急放送!盲腸で倒れる 木梨憲武さんを偲んで…』と題し、木梨が死亡したという設定で、スタジオに沢山の菊の花や遺影を模した木梨の写真を飾り、生放送中に木梨本人が突然現れるというドッキリだったが、視聴者から問い合わせや抗議の電話がフジテレビに殺到した。この企画は前述の吉田拓郎死亡放送事件をヒントにして作られたという。
- ジェームス・ブラウン - L.A.スタイルの楽曲「ジェームス・ブラウン・イズ・デッド（英語版）」（1991年発売）のヒット直後に発生した[39]。
- 長島雄一（現・チョー）[33] - 『たんけんぼくのまち』終了直後の1992年頃に発生。「収録時、崖の上を自転車で走行中、運転を誤って海に転落しそのまま死亡した」というもの[40]。2009年に放映された復刻番組『たんけんぼくのまち2009』の冒頭に「やあ！チョーさんは生きてるよ」と言いながら登場した。
- 小泉今日子 - 1992年、エイズ感染の噂が流れ、死亡記事も出た[41]。噂に対して小泉は記者会見等は行わず、「陰性」の検査結果をプリントしたTシャツの写真を公表したにとどまった[42]。
- マーク＝ポール・ゴスラー（英語版） - 1993年、バイク事故で死亡したとの説が流れた[43]。
- 志村けん[33] - 低迷期の1996年に死亡説が流れた。志村と共にザ・ドリフターズとして活動する高木ブー曰く、同姓同名の別人の訃報が新聞に載り、それが誤って広まったことが原因。
- 槇原敬之 - 1996年に死亡説が流れる。その後生存をアピールするためにシングル「まだ生きてるよ」を発表した。
- 福山雅治 - 1996年から1997年まで音楽活動を休止していたが、本人によれば激ヤセ説や死亡説が出たという[44]。
- 久保田利伸 - 1998年にインターネット上で死亡説が流れた[45]。
- ボブ・ホープ - 1998年、AP通信のウェブサイトに死亡の見出しがある記事が掲載された[13]。また2003年4月、CNNのウェブサイトに死亡記事が掲載された。予定稿の誤掲載[13]。同じく2003年4月、ウェブサイト『ザ・スモーキング・ガン』にも死亡記事が掲載された[13]。同年7月に死去。
- アーノルド坊や（ゲーリー・コールマン） - 義姉役の女優ダナ・プラトーの死去（1999年）が誤って広まったものとされる。
- つぶやきシロー - メディア露出が激減していた1999年12月頃にインターネット上で死亡説が流れた[46]。その後は死亡説をセルフパロディにしている。
- エミネム - 2000年12月、飲酒運転で事故死したとの噂が流れた。その後2010年1月時点でも同様の噂が流れ続けている[43]。
- ジェフリー・コムズ - 2000年頃に死亡説が流れた。
- 井上真央 - 2001年、『キッズ・ウォー3』にて中高生の知名度が上昇した時期に発生[47]。
- ブリトニー・スピアーズ、ジャスティン・ティンバーレイク - 2001年6月12日、ダラスのラジオ局KEGL-FMの番組内で、2人のDJが「ロサンゼルスで交通事故死した」との冗談を流し、それが本当のことだと誤解されて広まった[48]。米時間2016年12月26日にもSony Music Globalの公式Twitterアカウントがハッキングされ「ブリトニー・スピアーズが事故死した」と報じた（直後に削除される）[49][50]。
- ホイットニー・ヒューストン - 2001年9月、麻薬の過剰摂取で死亡したとの噂が流れた[51]。
- 桂歌丸 - 2001年頃、レギュラー出演していた日本テレビの『笑点』スタッフのもとに「歌丸師匠がお亡くなりになった」という電話が入り、スタッフは事実確認のため歌丸の自宅に電話した。電話に出た冨士子夫人は「（歌丸本人は）平塚市で独演会中」と答えたため、デマであることが判明した[52]。なお、本件に限らず『笑点』の「大喜利」では歌丸の死亡ネタが頻繁に登場していた（主に六代目三遊亭円楽が使用した。）。
- 村田英雄 - 入院中だった2002年6月8日、『スポーツ報知』が死亡したと報道し、所属事務所・新栄プロダクションの山田太郎社長は「法的措置も考えている」と発言した[53]。同月13日に死去した。
- アンディ・フレイザー（元フリー） - 2005年3月、エイズで死亡したとの説が流れた[54]。
- トム・ハンクス - 2006年、ニュージーランドで崖から転落死したとの説が流れた[55]。
- ウィル・フェレル - 2006年、パラグライダーで飛行中に事故死したとの報道が流れた[43]。
- サモ・ハン・キンポー - 2007年12月10日、中国の一部のメディアで死亡報道がなされる。自らマスコミの前に姿を現し怒りを顕にしながら「休暇を取って、のんびりプーアル茶を飲んでいただけだよ」と否定。
- マイリー・サイラス - 2008年、公式YouTubeチャンネルがハッキングされ、「飲酒運転の車にはねられて死亡した」との訃報を伝えるメッセージビデオが流された[43]。また2009年11月にも死亡説が流れた[56]ほか、2014年7月19日には「ロサンゼルスの自宅でオーバードーズにより死亡した」というスパムメッセージがフェイスブックで流れた[57]。
- トム・クルーズ - 2008年10月、ニュージーランドで崖から転落死したとの説が流れた[55]。
- ナタリー・ポートマン - 2009年、映画の撮影現場で事故死との説が流れた[56][58]。
- マット・デイモン - 2009年、カリフォルニア州のパロ・ヴェルデ山脈（英語版）で遭難死との説が流れた[56][58]。
- ジャスティン・ビーバー - 2009年、死亡説が流れた[58]。
- リル・ウェイン - 2009年、死亡説が流れた[58]。
- ジェフ・ゴールドブラム - 2009年、ニュージーランドで映画撮影中に崖から転落死したとの説が流れた[43][59]。
- ウィル・スミス - 2009年、ハリウッドでポルシェを運転中に事故死したとの説が流れた。カロライナ・パンサーズ所属のNFL選手スティーブ・スミスが起こした事故（死亡事故ではない）が歪曲されて広まったものとされる[43]。また、2016年に同姓同名のNFL選手が射殺された際、それが誤って広まった。
- ザック・ブラフ - 2009年、薬物の過剰摂取で死亡したとの説が流れたが、本人が否定。その後、虚報を流した犯人が判明し、本人に謝罪した[43]。
- 古谷徹 - 2009年、実母の訃報が本人の死と誤解されて死亡説が流れた[60]。
- ジョニー大倉 - 「2009年6月6日、肝臓癌で死亡し新疆ウイグル自治区に埋葬された」との説が流れた。芸能関係者にFAXで回されたものだが、情報の出所は不明[61]。
- リック・アストリー - 2009年7月、「ベルリンのホテルで意識不明となり、救急隊員により蘇生処置が行われたものの死亡した」との説が流れた[62]。
- エマ・ワトソン - 2009年7月24日に交通事故死との噂が流れた[63]。
- カニエ・ウェスト - 2009年10月20日に自動車事故で死亡したとの説が流れた[58]。
- テイラー・スウィフト - 2009年11月に死亡説が流れる[56]。
- ジョージ・クルーニー - プライベートジェット機での墜落死との説が流れた[56]。
- ハリソン・フォード - サントロペでクルージング中に事故死との説が流れた[56]。
- レディー・ガガ[56]
- テイラー・ロートナー - 2010年、薬物の過剰摂取で死亡したとの説がネット上で流れた[43]。
- ラッセル・クロウ - 2010年6月10日、オーストリアの山で映画撮影中に転落死したとの説が流れる。説の出所は英語版WikipediaのRussell Croweの記事の悪戯編集であった（当該の版は既に削除されている）[43][64]。
- モーガン・フリーマン - 2010年12月18日、「CNNがモーガン・フリーマンの訃報を伝えた」という説がTwitter上に広まった。CNNはその情報の発信自体を否定し、出所を調査している旨を表明した[65]。
- オーウェン・ウィルソン、チャーリー・シーン、エディ・マーフィ、アダム・サンドラー、アヴリル・ラヴィーン、クリスチャン・スレイター - 2010年12月から2011年1月、スイスのツェルマット（あるいはカナダのバンクーバー）にてスノーボード中に事故死したとの説が流れた[66][67]。情報元のサイトは動画紹介サイトであり、サイトの宣伝目的で偽ニュースを作るジェネレーターを利用して偽の訃報を作り、アクセスを集めようとしていたものとされる[67]。
- ローワン・アトキンソン - 2012年2月26日、Twitterで死亡説が流れた[68]。753人のフォロワーを持つフィリピン在住の男性がアトキンソン死亡という偽情報を発信したのがきっかけ。
- ジョージ・マイケル - 2013年3月、休暇で滞在していたタークス・カイコス諸島で、ジェットスキー事故により死亡したとの説がtwitter上に流れるが、そもそもの発端が偽ニュースサイトの記事によるものであった[69]。
- 田代まさし - 2013年4月下旬に獄中死説が流れた[70]。
- ジャッキー・チェン - 2013年4月に心臓発作で死亡説が[71]、同年6月に転落死説が流れた[72]。その他にも幾度となく死亡説が流れている[73]。
- 田村正和 - 2013年11月12日に死亡説が流れた[74]。
- ホレス・シルヴァー - 2013年12月17日、イギリスのJazzwise誌により死去したと報道されたが、誤報であり直後に訂正と謝罪がなされた。半年後の2014年6月18日に死去している。
- 小島よしお - 2014年1月、ツイッター上に小島が自殺したとのツイートがあった[75]。
- エド・はるみ - 2014年2月、ツイッターで訃報画像（1月28日に永井一郎が死去した時の記事の改変）が拡散。2月24日に本人がフォロワーから報告を受けた[76]。
- ホセ・フェリシアーノ - 2014年4月17日、チェオ・フェリシアーノが交通事故死した際に、取り違えられて死亡記事がロイターなどで配信された[77]。
- マコーレー・カルキン - 2014年11月8日、アメリカ合衆国のニュース専門放送局MSNBCの公式サイト記事に見せかけた、「金曜日（11月7日）に亡くなった」という内容のスクリーンショットを載せたフェイスブックによりデマが拡散した[78]。
- アヴリル・ラヴィーン - 2017年5月、「2003年に死亡し、そっくりさんと入れ替わった」という説が流れた[79]。しかし、説の出所とされるブラジルのファンサイトには、噂が流布した後に死亡説が事実と異なる趣旨が記載された[80]。
- アレサ・フランクリン - 2017年11月21日、Twitterで死亡説が流れた[81]。
- 森公美子 - 2022年10月、死亡説が流れていたが、本人が自身のInstagramにて否定。法的措置も検討していることを明らかにした[82][83]が、翌2023年9月にも再度死亡説がネット上で出回っているとして注意喚起した[84]。
- 研ナオコ - 2023年12月11日、「帰省中に交通事故にあって死去」とする動画がYouTubeに投稿されたが、研自身が同年12月20日に自身のInstagramに食事の光景をアップロードし、否定された[85]。

### スポーツ選手
- 常陸山谷右エ門 - 1910年、大相撲の一行が満州での巡業を終え、大連の港から船で帰国の予定だったが、乗船の直前になって横綱常陸山が「旅順で戦死した義兄（広瀬武夫）のために奉納相撲を行いたい」と突然言い出し、急遽旅順で奉納相撲が行われた。その頃、一行が乗る予定だった船が沈没し乗客乗員は全員死亡。常陸山も死亡したとされ、東京では「常陸山一行遭難」の号外まで出た。その後「帰国が延びる」との常陸山からの知らせがあり、関係者は安堵したという。
- 双葉山定次 - 1943年の大陸巡業中に「死亡した」という噂が流れ、東京にまで伝わった。関係者やファンを心配させたが、無事帰国したため、単なる噂に終わった[86]。
- 吉葉山潤之輔 - 幕下時代に召集され、中国戦線で戦闘中に負傷。所属する高島部屋に「戦死」と伝わり、部屋の名簿から除籍された。戦後の1946年に帰国して部屋に戻るとあまりの痩せっぷりのため幽霊と間違われたという[87]。
- 栃錦清隆 - 1955年病気で入院したが「死亡した」という情報が流れた[88]。また、1958年巡業中に「交通事故で死亡した」という情報が流れ、新聞記者らがその事実を確かめるべく栃錦ら一行が乗っている列車に駆けつけたが、その中に栃錦の姿が在ったため誤報と分かった[89]。
- 長谷川勝敏 - 1966年2月、全日空羽田沖墜落事故で墜落機に乗っていたとされ、長谷川も「死亡した」との情報が流れた。事故のニュースを聞いて佐渡ヶ嶽部屋では親方は顔面蒼白の状態だったが、実際には長谷川は墜落機に乗っておらず、長谷川本人が札幌から部屋に電話したため（長谷川は事故を知らなかった）、無事であることが分かった。
- ベアキャット・ライト - 1960年代に活躍した黒人プロレスラー。プロレス史上初の黒人チャンピオンとなったが、団体とトラブルを起こしたことなどから低迷期を迎え、1970年代前半に死亡説が流れた[90]。
- ディエゴ・マラドーナ - 2007年に腹痛で入院した際、死亡説が流布した。アルゼンチン政府までもが事実関係を調査するに至る大騒動に発展したが、間もなく生存が確認されている。
- ペレ - 2014年3月28日、CNNの公式Twitter上で「ペレが74歳で死去した」と誤報し、直後に報道を取り消した（なお、ペレは2014年3月時点では73歳であり、年齢も不正確であった）[91]。
- 牧原大成 - 2018年の一時期に、検索エンジンの不具合で「2018年2月8日死亡」という誤情報が掲載されていた[92]。
- ヨハン・クライフ - 2014年8月19日、オランダのデ・フォルクスクラント紙が「ヨハン・クライフが他界した」と報じ、後に試験中のウェブサイトのエラーと判明し、陳謝した[93]。

### 学者
- アルフレッド・ノーベル - 1888年、フランスの新聞に死亡記事が掲載された（実際にノーベルが死去する8年前）。ノーベルの兄ルードヴィ・ノーベル（英語版）の死と取り違えたもの[94]。本件の報道がノーベル賞創設のきっかけともなった。
- バートランド・ラッセル - 1921年3月、北京大学の交換教授だった際に肺炎にかかり一時危篤状態になったことから、日本の新聞の中に死亡記事を載せたものがあった。同年7月に来日し、新聞記者からインタビューを受けた際、死亡記事のことを皮肉って「死人に口なし」とだけしか答えなかった[95]。

### 実業家
- 松下幸之助 - 1966年3月に、空売りグループが株価乱高下を狙って死亡説を流した。
- スティーブ・ジョブズ - 2008年8月27日午後（米国時間）、ブルームバーグが訃報の予定稿を誤配信し、すぐに撤回した[96]。
- 原憲彦（『彦龍』元店主） - 2015年8月16日頃にTwitterなどで死亡説が流れたが、本人のTwitterで否定された[97]。同年12月に死去した。
- 李健熙 - 2016年6月30日、SNS上で死亡説が流れ、サムスン関連株価が一時上昇する騒ぎになった。同様の噂は李が入院後の2年余の間に7〜8回起きているという[98]。
- ジャニー喜多川 - 2017年5月22日にマスコミの間で死亡の情報が流れたが、すぐに偽情報と判明した[99]。6月6日には本人が取材に応じ、その場で死亡説を一笑に付した[100]。また、2019年6月に病院に救急搬送された事を一部週刊誌やスポーツ紙が報じた際も電子掲示板やまとめサイトを中心に死亡情報が拡散される事態となった[101][102]が、同年7月9日に死去。
- 渡邉恒雄 - 2018年11月16日に危篤・死亡説が流れたが[103]、讀賣巨人軍オーナーの山口壽一がこれを否定[104]。さらに渡邉も同年12月に行われた原辰徳の野球殿堂入りパーティーに姿を現し「死亡説が流れたから来たんだよ」と健在ぶりをアピールした[105]。
- 高須克弥 - 2022年1月、末期癌の状態でCOVID-19に感染して重体になったというデマがSNS上に投稿され、死亡説に繋がった。高須は本件について刑事告訴し、警察の捜査によりデマを拡散させた犯人が8月に逮捕された[106]。

### 作家
- フリードリヒ・フォン・シラー - 1805年2月、新聞に死亡記事が掲載された。実際には病臥中で、いったん回復したが3ヶ月後の5月9日に死去。
- 野口雨情 - 新聞記者をしていた1908年9月、読売新聞に死亡記事が掲載される。これを読んだ石川啄木（小樽の新聞社で同僚だった時期があった）は「悲しき思出（野口雨情君の北海道時代）」という回想文を書きかけたが、途中で誤報と判明したため中断した[107]。
- 志茂田景樹 - 本人によると、これまで何度か死亡説を流されたという[108]。
- 金子兜太 - 2018年2月19日、時事通信が「金子兜太さん死去」の記事を配信したが、1時間後に誤報だったと取り消した。金子は翌日の2月20日に死去した[109]。
- 大倉らいた - 2004年に発表した書籍を最後に現在まで新刊を出しておらず、公式ブログも2006年に投稿した記事を最後に停止しているため、ファンの間では死亡説が流れていた。実際には無期限活動停止中にすぎないのだが、それを公式発表せずに無期限活動停止に入ったことが原因。今後も活動再開のメドは立っておらず、事実上の引退状態にある。西口有香の主導で企画された『センチメンタルグラフティ 20thプロジェクト』において滞在先のハワイから声明を発表し、2018年に凡そ12年ぶりに消息が判明した。
- モリス - 公式サイトや公式Twitterが殆ど更新されず、新刊告知さえしないため、死亡説が度々出ている。なお、多数のアンソロジー系書籍に作品を掲載しており、現役で活動中であるが、個人名義の書籍は2014年に発表した物を最後に現在まで新刊は発表されていない。

### その他の人物
- 高橋名人 - 1990年代末から2000年頃に死亡説が流れた[110]。なお、同時期には「逮捕された」という噂も流布した。
- 吉田昌郎 - 福島第一原子力発電所事故の対応にあたった福島第一原子力発電所元所長。食道癌の治療中の2012年3月頃に死亡説が流れたが、デマであることが判明した[111]。翌2013年7月9日に食道癌により死去した。
- ジョージ・ソロス - 2013年4月18日、ロイター通信が訃報の予定稿を誤配信し、同日のうちに取り消した[112]。
- 池田大作[113] - 2010年5月を最後に、公の場に姿を現さない期間が長く続いていたため、すでに死亡しているなどの噂が流れた。2023年11月に公式に死亡が発表された。

### 動物
- くぅ〜ちゃん - アイフルのCMに出なくなった頃から囁かれた。
- カイくん - ツイッターでのデマが広まったもので、ソフトバンクも否定するコメントを出した[114]。